# لادا وستا
لادا وستا خودرویی روسی است که توسط شرکت لادا که زیر مجموعه ای از کمپانی رنو – نیسان است تولید می‌شود. وستا یکی از پر فروش‌ترین خودروهای این شرکت خودروسازی است.
این خودرو با دو موتور ۱٫۶ و ۱٫۸ لیتری تولید شده‌است که هر دو موتور شامل جعبه دنده دستی و اتوماتیک نیز هستند و می‌توان گفت از لحاظ فنی چیزی از ال ۹۰ کم ندارد و از نظر مصرف سوخت مناسب تر است همچنین با توجه به اینکه در سال ۲۰۱۵ تولید شده‌است دارای طراحی زیباتر و امکانات بیشتری نیز می‌باشد.

## مشخصات تولیدکننده
| کشور تولیدکننده    | روسیه     |
| کارخانه تولیدکننده | LADA      |
| نام و مدل اتومبیل  | لادا وستا |
| شرکت گارانتی       | –         |

## مشخصات فنی
| مشخصات / مدل               | ۱٫۶ لیتری دنده ای                  | ۱٫۶ لیتری اتوماتیک                 | ۱٫۸ لیتری اتوماتیک                 | ۱٫۸ لیتری دنده ای                  |
| موتور                      | ۴ سیلندر خطی                       | ۴ سیلندر خطی                       | ۴سیلندر خطی                        | ۴ سیلندر خطی                       |
| حداکثر قدرت                | ۱۰۶ اسب بخار در ۵۸۰۰ دور در دقیقه  | ۱۰۶ اسب بخار در ۵۸۰۰ دور در دقیقه  | ۱۲۲ اسب بخار در ۵۹۰۰ دور در دقیقه  | ۱۲۲ اسب بخار در ۶۰۵۰ دور در دقیقه  |
| حداکثر گشتاور              | ۱۴۸ نیوتن متر در ۴۲۰۰ دور در دقیقه | ۱۴۸ نیوتن متر در ۴۲۰۰ دور در دقیقه | ۱۷۰ نیوتن متر در ۳۷۰۰ دور در دقیقه | ۱۷۰ نیوتن متر در ۳۷۵۰ دور در دقیقه |
| حجم موتور                  | ۱۵۹۶ سی سی                         | ۱۵۹۶ سی سی                         | ۱۷۷۴ سی سی                         | ۱۷۷۴ سی سی                         |
| جعبه دنده                  | ۵ سرعته دستی                       | ۵ سرعته اتوماتیک                   | ۵ سرعته اتوماتیک                   | ۵ سرعته دستی                       |
| شتاب ۰ تا ۱۰۰              | ۱۱٫۲ ثانیه                         | ۱۴٫۱ ثانیه                         | ۱۲٫۱ ثانیه                         | ۱۰٫۲ ثانیه                         |
| حداکثر سرعت                | ۱۷۵ کیلومتر در ساعت                | ۱۷۸ کیلومتر در ساعت                | ۱۸۶ کیلومتر در ساعت                | ۱۸۸ کیلومتر در ساعت                |
| وزن                        | ۱۲۳۰ کیلوگرم                       | ۱۲۳۰ کیلوگرم                       | ۲۶۳۵ ملیمتر                        | ۲۶۳۵ ملیمتر                        |
| فاصله محورها               | ۲۶۳۵ ملیمتر                        | ۲۶۳۵ ملیمتر                        | ۲۶۳۵ ملیمتر                        | ۲۶۳۵ ملیمتر                        |
| ابعاد و نوع چرخ‌های جلو عقب | R15- R16                           | R15- R16                           | R15- R16                           | R15- R16                           |

## مصرف سوخت
| مشخصات / مدل | ۱٫۶ لیتری دنده ای | ۱٫۶ لیتری اتوماتیک | ۱٫۸ لیتری اتوماتیک | ۱٫۸ لیتری دنده ای |
| داخل شهر     | 9.3 Lit/100km     | 9.0Lit/100km       | 9.3Lit/100km       | -Lit/100km        |
| خارج شهر     | 5.3 Lit/100km     | 5.3Lit/100km       | 6.0Lit/100km       | -Lit/100km        |
| ترکیبی       | 6.8 Lit/100km     | 6.6Lit/100km       | 7.2Lit/100km       | 7.5Lit/100km      |
| حد آلایندگی  | Euro –            | Euro               | Euro 5             | Euro 5            |

## انتقال قدرت
| گیربکس (جعبه دنده) | ۵ سرعته دستی و ۵ سرعته اتوماتیک |
| دیفرانسیل          | دیفرانسیل جلو                   |

## ظرفیت‌ها
| باک بنزین | ۵۵ لیتر  |
| صندوق عقب | ۴۸۰ لیتر |
| سرنشین    | ۵ نفر    |

## ابعاد خودرو
| عرض    | (1764) mm | (1764) mm | (1764) mm |
| طول    | (4410) mm | (4410) mm | (4410) mm |
| ارتفاع | (1497) mm | (1497) mm | (1497) mm |